# Julia Kowalczyk
Julia Kowalczyk (* 30. September 1997 in Rybnik) ist eine polnische Judoka. Sie war 2019 Dritte bei den Weltmeisterschaften.

## Sportliche Karriere
Julia Kowalczyk kämpft seit 2013 im Leichtgewicht, der Gewichtsklasse bis 57 Kilogramm. 2014 war sie Dritte der U18-Europameisterschaften. 2015 gewann sie Bronze bei den U21-Europameisterschaften und belegte den siebten Platz bei den U21-Weltmeisterschaften. 2016 siegte sie dann bei den U21-Europameisterschaften und gewann im gleichen Jahr den polnischen Meistertitel in der Erwachsenenklasse. 2017 war sie noch einmal Dritte der U21-Europameisterschaften. 2018 folgte der Titel bei den U23-Europameisterschaften. 
Bei den im Rahmen der Europaspiele 2019 in Minsk ausgetragenen Europameisterschaften 2019 unterlag Kowalczyk in ihrem ersten Kampf der Russin Darja Meschezkaja. Zwei Monate später unterlag sie bei den Weltmeisterschaften 2019 in Tokio im Viertelfinale der Japanerin Tsukasa Yoshida. In der Hoffnungsrunde bezwang sie Darja Meschezkaja und im Kampf um Bronze schlug sie die Bulgarin Iwelina Iliewa. 2020 war sie Siebte der Europameisterschaften in Prag und 2021 Siebte der Olympischen Spiele in Tokio.